# (3103) Eger
(3103) Eger és un asteroide pertanyent als asteroides Apol·lo descobert per Miklós Lovas des de l'estació Piszkéstető, a les muntanyes Matra, Hongria, el 20 de gener de 1982.
Inicialment es va designar com 1982 BB. Més tard, el 1994, va ser anomenat per la localitat hongaresa d'Eger.
Eger està situat a una distància mitjana de 1,405 ua del Sol, es pot acostar-s'hi fins a 0,907 ua i allunyar-se'n fins a 1,902 ua. La seva inclinació orbital és de 20,93 graus i l'excentricitat 0,3542. Empra per a completar una òrbita al voltant del Sol 608 dies.
Pel que fa a les característiques físiques, la magnitud absoluta d'Eger és 15,38. Té 1,5 km de diàmetre i un període de rotació de 5,706 hores. La seva albedo s'estima en 0,64. Eger està assignat al tipus espectral Xe de la classificació SMASSII.